# Даррен О'Ді
Даррен О'Ді (англ. Darren O'Dea; нар. 4 лютого 1987, Дублін) — ірландський футболіст, захисник шотландського клубу «Данді» та збірної Ірландії з футболу.

## Клубна кар'єра
Вихованець юнацьких команд футбольних клубів «Хоум Фарм» та «Селтік» (Глазго).
У дорослому футболі дебютував 2006 року виступами за команду клубу Шотландської Прем'єр-ліги «Селтік», в якій провів три сезони, взявши участь у 30 матчах чемпіонату. 2009 року на умовах оренди захищав кольори команди англійського клубу «Редінг».
Повернувшись з оренди до «Селтіка», провів ще один сезон у чемпіонаті Шотландії, після чого був знову відданий в оренду в Англію, спочатку, 2010 року, до «Іпсвіч Таун», а влітку 2011 — до «Лідс Юнайтед».
Протягом 2012—2013 років грав у Канаді за «Торонто», після чого в липні 2013 року уклав трирічний контракт з донецьким «Металургом». Проте вже за рік, влітку 2014, контракт було передчасно розірвано з огляду на політичну ситуацію в Україні і півроку Даррен був вільним агентом.
В грудні 2014 року став гравцем англійського «Блекпула», але не зміг врятувати команду від вильоту з Чемпіоншіпу і в травні наступного року покинув клуб після завершення контракту.
Влітку 2015 року підписав контракт до кінця року з індійським клубом «Мумбай Сіті».
На початку січня 2016 року став гравцем шотландського «Данді».

## Виступи за збірні
Протягом 2007—2009 років залучався до складу молодіжної збірної Ірландії. На молодіжному рівні зіграв у 9 офіційних матчах.
2009 року дебютував в офіційних матчах у складі національної збірної Ірландії. Наразі провів у формі головної команди країни 20 матчів.

## Титули і досягнення
- Чемпіон Шотландії (2):

«Селтік»: 2006-07, 2007-08
- Володар Кубка Шотландії (1):

«Селтік»: 2006-07
- Володар Кубка шотландської ліги (1):

«Селтік»: 2008-09